# V. Chr.
Die Abkürzung v. Chr. bedeutet ‚vor Christus‘. Sie dient in der Zeitrechnung, in der das vermeintliche Geburtsjahr Jesu Christi als Bezugsjahr benutzt wird, zur Kennzeichnung der Jahreszahl jener Jahre, die vor diesem Bezugsjahr liegen (Beispiel: „Octavian erhielt im Jahre 27 v. Chr. vom römischen Senat den Titel Augustus verliehen.“). Analog dazu dient n. Chr. (‚nach Christus‘) der Kennzeichnung der Jahreszahlen des Bezugsjahrs (1 n. Chr.) und aller darauffolgenden Jahre. Die Zählung der Jahre v. Chr. und n. Chr. beginnt jeweils mit eins. Das Jahr null gibt es in der kalendarischen Zeitrechnung nicht. Der Wechsel vom Jahr 1 v. Chr. zum Jahr 1 n. Chr. wird Zeitenwende genannt. Die Kennzeichnung mittels n. Chr. ist optional und wird nur verwendet, wenn aus dem Kontext nicht eindeutig hervorgeht, ob das genannte Jahr vor oder nach der Zeitenwende liegt (Beispiel: „Octavian war von 31 v. Chr. bis 14 n. Chr. Alleinherrscher des Römischen Reiches“, aber: „Wir schreiben heute das Jahr 2025“).

## Varianten
Gleichbedeutend mit v. Chr. ist die Abkürzung a. Chr. n., die für das lateinische ante Christum natum (‚vor der Geburt Christi‘) steht. Gleichbedeutend mit n. Chr. ist der lateinische Ausdruck anno Domini (‚im Jahr des Herrn‘, abgekürzt AD), auch anno domini nostri Jesu Christi (‚im Jahre unseres Herrn Jesus Christus‘) oder auch Anno Salutis (‚im Jahr des Heils‘ oder ‚im Jahr der Erlösung‘, abgekürzt AS).
Die Abkürzungen v. u. Z. (‚vor unserer Zeitrechnung‘) und u. Z. (‚unserer Zeitrechnung‘), auch n. u. Z. (‚nach unserer Zeitrechnung‘) werden für Jahreszahlen der gleichen Zeitrechnung verwendet, wenn der Religionsbezug vermieden werden soll. Weitere religionsneutrale Abkürzungen sind v. d. Z. bzw. n. d. Z. (vor/nach der Zeitrechnung bzw. vor/nach der Zeitenwende).

## Übersicht derAbkürzungen und Bezeichnung
| Jahre vor Christi Geburt                      | Jahre vor Christi Geburt                                                                 | Jahre nach Christi Geburt                       | Jahre nach Christi Geburt                         |
| Abkürzung                                     | ausgeschriebene Form                                                                     | Abkürzung                                       | ausgeschriebene Form                              |
| --------------------------------------------- | ---------------------------------------------------------------------------------------- | ----------------------------------------------- | ------------------------------------------------- |
| v. Chr. (selten: v. C., vC.)                  | vor Christus (vor Christo, vor Christi Geburt)                                           | n. Chr. (selten: n. C., nC.)                    | nach Christus (nach Christo, nach Christi Geburt) |
| v. Chr. Geb., v. Chr. G.                      | vor Christi Geburt                                                                       | n. Chr. Geb., n. Chr. G.                        | nach Christi Geburt                               |
| v. u. Z.                                      | vor unserer Zeitrechnung                                                                 | n. u. Z.                                        | nach unserer Zeitrechnung                         |
| v. u. Z.                                      | vor unserer Zeitrechnung                                                                 | u. Z.                                           | unserer Zeitrechnung                              |
| v. u. Z.                                      | vor unserer Zeit                                                                         | u. Z.                                           | unserer Zeit                                      |
| v. d. Z.                                      | vor der Zeitrechnung                                                                     | n. d. Z.                                        | nach der Zeitrechnung                             |
| v. d. Z.                                      | vor der Zeitenwende                                                                      | n. d. Z.                                        | nach der Zeitenwende                              |
| v. d. g. Z.                                   | vor der gewöhnlichen Zeitrechnung                                                        | (n.) d. g. Z.                                   | (nach) der gewöhnlichen Zeitrechnung              |
| Latein                                        |                                                                                          |                                                 |                                                   |
| a. Chr., a. Ch., a. C., A. C., AC             | ante Christum (vor Christus)                                                             | p. Chr., p. Ch., p. C.                          | post Christum (nach Christus)                     |
| a. Chr. n., a. Ch. n., a. C. n., a.C.n., aCn. | ante Christum natum                                                                      | p. Chr. n., p. Ch. n., p. C. n., p. C. n., pCn. | post Christum natum                               |
|                                               |                                                                                          | an. Chr., a. Chr., a. C., A. C., AC             | anno Christi (im Jahre Christi)                   |
| an. Dni., an. Dom., A. D., A. D., AD          | anno Domini (im Jahre des Herrn *)                                                       |                                                 |                                                   |
| A. O. R., a. o. r.                            | anno orbis redempti/redemti (im Jahr[e] der Welterlösung)                                |                                                 |                                                   |
| A. S.                                         | Anno Salutis (im Jahre des Heils)                                                        |                                                 |                                                   |
| ante aer. vulg.                               | ante aeram vulgarem                                                                      | aer. vulg.                                      | aerae vulgaris                                    |
| ante aer. comm.                               | ante aeram communem                                                                      | aer. comm.                                      | aerae communis                                    |
| Englisch                                      |                                                                                          |                                                 |                                                   |
|                                               |                                                                                          | A. C., AC (A. C.)                               | anno Christi (engl.: in the year of Christ)       |
| A. C., AC (A. C.)                             | ante Christum (engl.: before Christ)                                                     | A. D., AD (A. D.)                               | anno Domini (engl.: in the year of the/our Lord)  |
| B. C., BC, b. c.                              | before Christ (vor Christus)                                                             | A. D., AD, a. d.                                | anno Domini (engl.: in the year of the/our Lord)  |
| B.C.E., BCE                                   | before [the] Christian Era (vor [der] Christlichen Ära)                                  | C. E., CE                                       | Christian Era ([der] Christliche[n] Ära)          |
| B.C.E., BCE                                   | before [the] Common Era (vor [der] Gewöhnlichen/Üblichen Ära)                            | C. E., CE                                       | Common Era ([der] Gewöhnliche[n]/Übliche[n] Ära)  |
| B.C.E., BCE                                   | before [the] Current Era (vor [der] Gegenwärtigen Ära)                                   | C. E., CE                                       | Current Era ([der] Gegenwärtige[n] Ära)           |
|                                               |                                                                                          | VE                                              | Vulgar Era (= gemeine Ära)                        |
| e.v., EV                                      | Era Vulgaris (= gemeine Ära, pseudo-lateinisch für „nach der gewöhnlichen Zeitrechnung“) |                                                 |                                                   |
| Französisch                                   |                                                                                          |                                                 |                                                   |
| av. J.-C., av JC                              | avant Jésus-Christ (vor Jesus Christus)                                                  | apr. J.-C., ap. J.-C., ap JC                    | après Jésus-Christ (nach Jesus Christus)          |
| AEC, av. é. c.                                | avant l’ère commune (vor der gewöhnlichen/üblichen Ära)                                  | EC, è.c.                                        | ère commune (gewöhnliche/übliche Ära)             |
| AEC, av. é. c.                                | avant l’ère chrétienne (vor der christlichen Ära)                                        | EC, è.c.                                        | l’ère chrétienne (christliche Ära)                |
| av. n.è.                                      | avant notre ère (vor unserer Ära)                                                        | de n.è.                                         | de notre ère (unserer Ära)                        |
| AEV, av. e. v.                                | avant l’ère vulgaire (vor der gemeinen Ära)                                              | EV, e. v.                                       | ère vulgaire (= gemeine Ära)                      |
|                                               | avant l’ère actuelle (vor der aktuellen Ära)                                             |                                                 | ère actuelle (= aktuelle Ära)                     |

Missverständliche Abkürzungen, die sowohl vor, wie auch nach Christi Geburt bedeuten können, sind kursiv gesetzt. Quellen:

## Der christliche Kontext: Pro und Kontra

### Argumente für Bezeichnungen mit christlichem Bezug
- Die Bezeichnung v./n. Chr. ist verbreitet und seit langer Zeit üblich. Wer sie verwendet, folgt in der Regel nur allgemeinen Gepflogenheiten. Eine bestimmte Haltung zum Christentum lässt sich daraus nicht ableiten.
- Die Bezeichnung v./n. Chr. verweist auf den historischen Ursprung dieser Jahreszählung und ist die historisch sachgemäßere Formulierung.
- Im Jahr 1 n. Chr. gab es kein historisch nachvollziehbares Ereignis, das den Beginn einer universellen Zeitrechnung rechtfertigen würde. Der Begriff vor/nach der Zeitenwende bzw. vor/nach der Zeitrechnung suggeriert nur einen vom christlichen Ursprung unabhängigen, universellen Charakter;
- Die Formulierung „vor/(nach) unserer Zeit(rechnung)“ setzt international und ethnisch übergreifend voraus, dass auch das Gegenüber dieselbe Zeitrechnung verwendet, was aber im westlichen Kulturkreis als vorausgesetzt gelten kann.
- Der Ausdruck „nach unserer Zeitrechnung“ kann auch als „gemäß unserer Zeitrechnung“ verstanden werden, was zusätzlich Verwirrung stiften würde, da auch die Jahre vor Christus „gemäß unserer Zeitrechnung“ gezählt werden. Dasselbe Problem gäbe es bei „vor/nach der Zeitrechnung“.

### Argumente gegen Bezeichnungen mit christlichem Bezug
- Der Bezugspunkt der christlichen Zeitrechnung ist nicht stimmig:
  - Sieht man die biblischen Berichte über Jesus von Nazaret als verlässliche Quellen an, könnte er in den Jahren 7 bis 4 v. Chr. geboren worden sein, da seine Geburt laut den Evangelien in die Amtszeit von Herodes dem Großen fiel.
  - Das Lukas-Evangelium dagegen bindet den Zeitpunkt seiner Geburt an die Volkszählung zur Zeit des syrischen Statthalters Quirinius im Jahr 7 nach Christus. (Lukas 2,1–2 EU).
- Die Bezeichnung v. d. Z. nimmt hingegen einen neutraleren Bezug auf die Religionen ein als v./n. Chr. und ist dadurch den pluralen Verhältnissen in einem säkularen, freiheitlich-demokratischen Rechtsstaat angemessen.

## Gebrauch von Bezeichnungen ohne christlichen Bezug
- Im deutschen Schrifttum der verschiedenen Religionen, besonders des Judentums, ist v. d. Z. die gebräuchliche Bezeichnung von Zeiten vor der Zeitenwende. In der Deutschen Demokratischen Republik waren v. u. Z. und (n. )u. Z. die Standardformulierung.
- Die Jüdische Ära zählt die Jahre Anno Mundi, also ab der Erschaffung der Welt. Schon im 19. Jahrhundert verwendeten deutsche Juden jedoch die Formulierung „vor der gewöhnlichen Zeitrechnung“,[3] weil dadurch die Anerkennung Jesu als Messias vermieden werden konnte. Moses Mendelssohn (1729–1786), der die Integration der Juden in die deutsche Gesellschaft fördern wollte, riet davon ab; die Juden Berlins behielten die Verwendung von „vor/nach der Zeitrechnung“ trotzdem bei.
- Auch in den Ostkirchen war für viele Jahrhunderte die Weltära Annus mundi anstelle von Anno Domini üblich. Erst im Jahr 1700 ersetzte Russland als letzter Staat die byzantinische Ära durch die Jahreszählung ab Christi Geburt.
- Die Alte Kirche verfügte noch nicht über eine eigene Zeitrechnung, sondern verwendete die damals üblichen Jahreszählungen, wie z. B. die Seleukidische Ära, ab urbe condita oder die Olympiade. Eine davon, die Ära Diokletians, wird unter dem Namen Ära der Märtyrer (Anno Martyrum) noch immer von der Koptischen Kirche verwendet.
- Auf der Iberischen Halbinsel und zeitweise auch in Südfrankreich war im Mittelalter die Era die übliche Jahreszählung. Sie beginnt im Jahr 38 v. Chr. und wurde in einigen Regionen bis ins 15. Jahrhundert verwendet. Es ist nicht bekannt, auf welches Ereignis sie sich bezieht.
- Im Zuge der Französischen Revolution wurde im damaligen Frankreich die christliche Zeitrechnung durch den Französischen Revolutionskalender ersetzt. Der gregorianische Kalender und die damit verbundene Christliche Zeitrechnung wurden abschätzig als ère vulgaire (e. v.), das heißt „gemeine Ära“, bezeichnet.
- Im heutigen französischen Sprachraum umgeht man das Problem der Bezeichnung zum Teil dadurch, dass die Jahreszahlen vor Beginn des christlichen Zeitalters mit negativem Vorzeichen versehen werden. Da die christliche Zeitrechnung kein Jahr Null kennt – auf 1 v. Chr. folgt 1 n. Chr. –, besteht bei der Umsetzung auf vorzeichenbehaftete Kalender die Gefahr von Rechenfehlern.
- Die Bezeichnung era vulgaris wird auch in der Religion Thelema verwendet, um die eigene Zeitrechnung von der Christlichen abzugrenzen.
- Im Unterschied zur christlichen nimmt die buddhistische Zeitrechnung das Todesjahr ihres Stifters (544 v. Chr.[4]) als Ausgangspunkt. Jedoch ist auch dies nicht stimmig. Nach heutigen Erkenntnissen starb Siddhartha Gautama tatsächlich um 483 v. Chr.

## Gebrauch von Bezeichnungen ohne religiösen Bezug
- 1993 schlug Cesare Emiliani den von ihm entwickelten Holozän-Kalender vor, der auf der Human- oder Holozän-Ära (engl. Human Era oder Holocene Era, HE) beruht. Hierbei wird die Epoche auf den Beginn des Holozän gelegt. Das Jahr 1 HE entspricht damit dem Jahr 10000 v. Chr. und das Jahr null HE dem Jahr 10001 v. Chr. Die Zählung erleichtert die Erfassung historischer Ereignisse, weil die Jahreszählung immer aufsteigend ist. Da ihr Beginn vor dem aller anderen Zeitrechnungen liegt, kann sie außerdem als Vergleichs- und Umrechnungsskala verwendet werden.

## Normierungen von Datumsangaben
In der Bundesrepublik Deutschland, in Österreich und in der Schweiz galt früher die Norm DIN 1355. Darin wurde die Verwendung von v. Chr. und n. Chr. verbindlich vorgeschrieben. Inzwischen ist das Datumsformat in der Europäischen Norm EN 28601 von 1992 festgelegt. Die aus ISO 8601 von 1988 abgeleitete Norm ist für Deutschland und Österreich uneingeschränkt gültig. Darin wird auf eine Datierung bezüglich vor oder nach Christus nicht mehr eingegangen.